# アレキサンドリア・ミート
- キン肉マン > キン肉マンの登場人物 > アレキサンドリア・ミート
- キン肉マンII世 > キン肉マンII世の登場人物 > アレキサンドリア・ミート

アレキサンドリア・ミートは、ゆでたまごの漫画『キン肉マン』およびその続編『キン肉マンII世』に登場する架空の人物。作中ではミートくんと呼ばれることが多い。
同作に多数登場する、人間を遥かに超える能力を持つ「超人」の一人であり、正義超人に属する。

## 主な特徴
初登場は、第1次怪獣退治編「キン肉星からの使者の巻」。キン肉星シュラスコ族出身の少年で、2 - 3頭身ほどの小柄な体格に、大きな眼鏡が特徴。額にはにくの文字がある。当初はキン肉星からの使者として、地球に残されたキン肉星の王子であるキン肉スグル（キン肉マン）を迎えにやってきた。その後はお目付け役として地球でキン肉マンと同居し、世話係を務める。初期には2人で一緒になって暴れることも多かった。
乳児の頃にキン肉真弓（キン肉大王）から優秀な頭脳を買われ、王子（スグル）のお目付け役として望まれた。ミートの両親は一度は断ったが、正義のためと言われ仕方なく差し出し、キン肉王家にもらわれていった過去がある。このことはミート本人には伝わっておらず、「両親は亡くなり、孤児院で大王に目をつけられ王家にもらわれていった」と教えられていた。美人の長姉ミディアム・レアーと、太っていて不細工な次姉カルビ・レバーがいる。『キン肉マンII世』においては設定変更され、2人ともアレキサンドリア姓となっている。
『キン肉マン』の28年後を描いた続編『キン肉マンII世』では、超人保存装置に入っていたために昔と変わらぬ姿で登場。スグルに引き続き、その息子・キン肉万太郎の世話係を務めることになる。
アニメではナチグロンと共にツッコミ役として立ち回り、ハンマーを振り回してツッコミを行うなど、過激な描写もあった。顔を大きくして「なぁにバカなことやってるんですかっ!!」とキン肉マンを一喝するのが日常となっている。唯一ナチグロンに対しては敬語を使わず、相棒や友達のような関係となってキン肉マンのお目付け役として、互いに苦労を分かち合っている状態。
当初の名前はキン肉ミート。『キン肉マン』ではキン肉族出身と設定されているため、胸には同族の証であるKINマークがある。学研の図鑑『キン肉マン「超人」』では、胸にKINマークがあるのはキン肉族の血を引いているためで、キン肉族の養子として受け入れられた理由の1つだと解説されている。
ゆでたまごによるとキン肉マンが漫才のボケ役で、相方のツッコミ役として作ったのが最初であるといい、話を転がすのに不可欠の存在であると語る。

## 『キン肉マン』でのミート

### 超人オリンピック編まで
キン肉星からの使者として、地球に残されたキン肉マンを迎えに現われる。帰ることを拒否するキン肉マンに対し、カプセル超人・ゴーリキとのプロレス勝負で勝つことを条件に突きつけるものの、キン肉マンは勝ってしまう。牛丼で釣り、キン肉星を占拠したキング・トーンと戦わせるものの、キン肉マンが敗れて地球に帰還する。その後はキン肉マンと同居し、彼やアメリカの超人・テリーマンと共に地球に現われる怪獣と戦ったり、住江幼稚園の保母・二階堂マリに可愛いがられるなどの日々を過ごす。マリに対しては、キン肉マン共々惚れていた。
超人オリンピック以降は、キン肉マンのセコンドとして活動する。それに伴い、自身もキン肉マンの重臣を自称することもあった。親衛隊もおり、タザハマヒロシがミートのパンツを脱がした時に登場し、タザハマに頭突きを見舞うシーンがある。

### 7人の悪魔超人編
冒頭でバッファローマンのハリケーン・ミキサーにより、身体を7つ（頭、胴体、腰、両腕、両脚）にバラバラにされ人質にとられる。10日間に設定されたタイムリミットの中、ミートを救うために7人の悪魔超人との対抗戦が行われた。キン肉マンと彼に味方するアイドル超人たち（テリーマン、ロビンマスク、ウォーズマン、ブロッケンJr.、ウルフマン、モンゴルマン）の活躍で身体のパーツが奪還され、蘇生する。
バッファローマンにバラバラにされても死なないことについて、原作担当の嶋田隆司は「詳しく考えたらダメです。悪魔霊術かなんか、そんなスゴい技を使っているんですよ、きっとアレは」と語っている。学研の図鑑『キン肉マン「超人」』では、ミートは激しい衝撃を受けるとバラバラになるが、限られた時間仮死状態をキープできる肉体を持つと解説されている。

### 黄金のマスク編
黄金のマスク編では、悪魔六騎士による超人パワー減少から逃れ、キン肉マンのセコンドとして活動する。
第2回超人人気投票では第10位にランク入りしている。

### キン肉星王位争奪編
キン肉星王大王候補である運命の5王子が現れるが、キン肉マンが真の王位継承者であることを支持し、キン肉マンに従ってキン肉マンチームの一員としてキン肉星王位争奪サバイバル・マッチに参加。1回戦に熊本城で行われたキン肉マンマリポーサ率いる飛翔チームとの戦いで、ミートは初めてリングに上がり、直接戦うことになる。体格やパワーの小ささ、実戦経験のなさから侮られていたが、長年に渡って一流の超人たちのファイトを間近で見ていたミートは、彼らの動きを再現するような戦いぶりで、飛翔チーム中堅のミキサー大帝を相手に奮闘。追い詰められながらもバックドロップでミキサー大帝を粉砕し、勝ち星を挙げた。ダメージを受けたまま続戦し、飛翔チーム副将のキング・ザ・100ｔの技で吹き飛ばされ天井に激突するところを、駆けつけたテリーマンとロビンマスクに助けられた。そして、テリーマンに100トン戦を託し、リングを下りる。
2回戦の姫路城で行われたキン肉マンゼブラ率いる技巧チーム戦では、キン肉マンたちを回復させるため、先鋒に志願。技巧チーム先鋒ザ・マンリキと戦うが苦戦を強いられ、ダウンしたところを超人墓場へ通じる門へ投げ込まれそうになる。しかしその時、超人墓場より生還したウォーズマンが現れ、選手交代となる。ミートは、病院に搬送された。
決勝戦の大阪城で行われたキン肉マンスーパー・フェニックス率いる知性チームとの戦いでは、負傷欠場したテリーマンに代わり、中堅に選抜。先鋒のキン肉マン対サタンクロス戦で、サタンクロスの卑劣なやり方に我慢できず乱入しようとするが、サタンクロスの忍法・魔界沼によって底なし沼に沈みそうになる。それを見たサタンクロスの本体・サムソンに助けられ、その後は病院へ搬送される。入院中に現大王・キン肉真弓の特命を受け、キン肉星第8超人病院へ行き、偽の王子の証拠である運命の王子たちの心臓のレントゲン写真を取って来るが、知性チームに捕まる。最後はフェニックスの拘束から脱出し、キン肉マンの王位継承を見届けた。
アニメ『キン肉マン キン肉星王位争奪編』では、原作とは異なり耳ガードとMの文字をあしらった衣装を着用して試合を行った。
嶋田は実際にミートが戦ったらどれくらい強いのかと考えて、飛翔チームとの戦いをキン肉マンとミートだけで団体戦に挑むシチュエーションにしたと語っている。

### 完璧超人始祖編
キン肉マンの指示で正義超人軍として地球に留まり、キン肉マンのお目付け役兼セコンドの任を解かれていた。しかし正義超人と完璧・無量大数軍との抗争が勃発し、キン肉マンが現役復帰したため、ミートも一時的に復任する。当初はキン肉マンを「スグル大王様」と呼んでいたが、キン肉マンから「王子のほうがしっくりくる」と言われ、以降はこれまで同様「王子」と呼ぶ。

### オメガ・ケンタウリの六鎗客編
冒頭での委員長たちとの会話でキン肉マンのセコンドという立場から独立しなかった理由について語っており、7人の悪魔超人編のバッファローマンとの闘いの一件でキン肉マンに多大な恩義を感じるようになったことと、地球に来て間もない頃にキン肉マンに世話になったことを明かしている。宇宙船に乗り遅れて日本に取り残されたキン肉マンを叱った後、オメガ・ケンタウリの六鎗客に襲撃されたサグラダ・ファミリアへとキン肉マンと共に向かい、スワローズ・ネストでのキン肉マンとパイレートマンの試合ではセコンドを務める。ジャスティスマンが実体化した大魔王サタンを粉々に砕いて勝利した後、引き続きキン肉マンに同行して超人墓場へと向かい、ザ・マンから調和の神を始めとする超人殲滅派の神々が下天して、地上に襲来するという話を聞く。

### 新シリーズ
調和の神を始めとする超神たちが地上に襲来した後、ザ・マンからの指示で引き続きキン肉マンと組んで、超神たちの行き先へと向かう。そして、キン肉マンスーパー・フェニックスとキン肉マンビッグボディのタッグ「ゴッドセレクテッド」と超神イデアマンと超神ザ・ノトーリアスのタッグ「マイティハーキュリーズ」の試合をイタリア・ローマのコロッセオで見守る。ゴッドセレクテッドがマイティハーキュリーズに勝利した後、地上と天界を繋ぐ道であるバベルの塔へ入る8名の超人を選抜する話し合いで、キン肉マンが負傷したフェニックスの代わりに立候補し、ザ・マンが現出させたバベルの塔への道へ入っていったのを見送った。バベルの塔6階のリングで超神マグニフィセントとの対戦に躊躇するキン肉マンの言葉で、マグニフィセントがコロッセオにいたミートをバベルの塔6階のリングの傍へと転移させたことで、キン肉マンのセコンドを務めることになる。キン肉マンが「キン肉バスターイモータル」でマグニフィセントに勝利すると、「私を倒したのはお前たちふたり」とマグニフィセントによって2人とも資格ありと判断され、バベルの塔最上階へと転移させる。バベルの塔最上階でジェロニモたちと再会する。
調和の神ザ・ワンから真の敵が刻の神と彼が生み出した時間超人であることを聞き、対抗のためにキン肉マンたちと共に超人墓場へ再び赴く。超人閻魔の玉座の間でザ・マンがマグネット・パワーが異常な高ぶりを見せる五ヶ所に繋がる通路を開くと、キン肉マンとともに通路の一つに飛び込む。

### 主要対戦成績
- シングルマッチ
  - ○ミキサー大帝（バックドロップ）
  - ×キング・ザ・100t（ロビンマスクとテリーマンの乱入）
  - －ザ・マンリキ（無効試合）
- 団体戦
  - ○飛翔チーム（4勝2敗1引き分け）
  - ○技巧チーム（4勝1敗）
  - ○知性チーム（2勝1敗1引き分け）

## 『キン肉マンII世』でのミート
初登場は、d・M・p編「万太郎、地球へ旅立つ!」。地球に再び危機が訪れることを予見したミートは、キン肉ハウスにて自らの身体を冷凍保存し、30余年の永い眠りについていた。
その予見が当たり、地球は悪行超人の危機に晒される。ヘラクレス・ファクトリーを卒業し、地球に派遣されたキン肉マンの息子・キン肉万太郎の手により目覚めさせられた。以後、万太郎を「II世」と呼んで万太郎に仕え、再び正義超人の頭脳として働くこととなる。
火事場のクソ力修練編にて、前述の生い立ちが明かされる。ノーリスペクト最後の一人ボーン・コールドによって、ようやく出会えた実父ミンチを目の前で惨殺され、危機に陥ることもあった。
超人オリンピック ザ・レザレクションでは、最終予選「二人三脚でZEI ZEI!」でロシアのロボ超人・イリューヒンによって強制的に（アニメでは抽選により）パートナーにされる。ミートはイリューヒンにアドバイスを送り、予選を突破。イリューヒンは握手を求めるが、手を払いのけた。
準決勝第2試合のイリューヒン対ケビンマスク戦では、スカイキューブ・リングから投げ落とされたイリューヒンを受け止めて救うが、その衝撃でアキレス腱断裂と全身打撲の重傷を負い、万太郎のセコンドにつけなくなってしまう。その後、ガゼルマン、チェック・メイトの助けにより病院から決勝戦会場へ駆けつけるものの、一足遅く万太郎はケビンマスクに敗北。大会が終了して1ヶ月後、万太郎は失踪する。なお、アニメ版ではすんでのところで間に合い、万太郎に逆転のアドバイスを与えている。
万太郎がいなくなった後、ミートは度々自分が切断される悪夢にうなされ始める。突如現われたジェネラル・パラストにバッファローマンと共に赴いた際、万太郎の幻影を見せられたミートはパラストに近づいたところを悪魔の種子により、身体を6つ（頭、胴体と腰、両腕、両脚）にバラバラにされ、恐怖の将への貢物とされそうになる。駆けつけた万太郎と悪行超人しか通れないパラストのゲートバリヤーを通過したケビンマスクらアイドル超人軍が奮闘、デーモン・ウゥームにて行われた最終戦にて全てのパーツが取り戻され、無事生還する。
アメリカで放映されたアニメ『キン肉マンII世 ULTIMATE MUSCLE』および『キン肉マンII世 ULTIMATE MUSCLE2』では、「刺青に見えるものはすべてNG」という理由で額の「にく」の字は消されている（これは原作でも扉絵でネタにされた）。また、女性声優が演じた日本版とは異なり、成人男性が声優を務めている。作者いわく「ダミ声のオッサン」。
第1回キャラクター人気投票では第12位、第2回キャラクター人気投票では第5位にランク入りしている。

### 究極の超人タッグ編
1983年へタイムスリップした時間超人を追うため、タイムワープの原理を解析。彼らの残したエキゾチック物質を探索させ、時空船製作の指揮を執る。ミート自身は対消滅の危険があるため時空船には同行できず、自分の記憶や宇宙超人大全で得た知識を記録した眼鏡を、過去のミートに渡すことを頼んだ。
当初、伝説超人と同様に20世紀ミートも万太郎ら新世代超人を敵対視していたが、先述の眼鏡により21世紀ミートと頭脳を同化させる。キン肉マンに事実を伝えても信じてもらえず見捨てられ、それ以降は未来の正義超人だと信用されない新世代超人をサポートする。後に万太郎を、自分の息子だと信じてくれたキン肉マンと和解する。そして、万太郎たちが目的を終えて、21世紀にタイムワープするのを見届けた。なお、2人のミートの違いは万太郎の呼び方であり、21世紀ミートは「II世」、20世紀ミートは「万太郎さん」と呼ぶ。
第4回キャラクター人気投票では第19位にランク入りしていた。

## 『キン肉マンII世〜オール超人大進撃〜』でのミート
第1話「悪行超人プリプリマンを撃て!!」より登場。本編同様万太郎のお目付役となるが、作中では万太郎より早く登場し、冷凍睡眠などについては言及されていない。
d・M・pのアジトである迷宮の手（ダンジョン・ハンド）を偵察していた際、サンシャインに捕まり人質にされるも、万太郎らの手により助けられる。
絵画は苦手と明かされる。
第1回キャラクター人気投票では第17位にランク入りした。

## 番外編・読切作品でのミート
「キン肉フラッシュの巻」では、1歳になったばかりのミートが登場。学校で番長に痛めつけられたキン肉マンにアドバイスを送り、勝利に導いた。
1996年に描かれた読み切り作品『マッスル・リターンズ』（キン肉マンの王位継承から5年後の設定）では、青年姿のミートが登場している。後に出たコンビニコミックスなどに収録された際には、青年姿のミートの部分は全てジェロニモに描き直されており、ミートは登場しない。

## 得意技
閉門クラッシュ（へいもんクラッシュ）
相手の体に対し垂直に交差するように飛びつき、両肘と両膝を同時に畳んで強烈な胴締めを食らわせる。
ミート・キッズ魚雷（ミート・キッズぎょらい）
高く飛び上がり、ダイビングヘッドバットを見舞う。
ミート式火事場のクソ力（ミートしきかじばのクソぢから）
火事場のクソ力のミート版。アニメでは「たき火のクソ力」として劇場版1作目『キン肉マン』で使用し、ナチグロンと共に大きな岩を押して転がした。
バックドロップ
相手の背後から胴を掴み、後方へ反り投げる。ミートは「地味だが決まった時に描かれる曲線が美しい」として、キン肉マンの技の中でもバックドロップを好んでいる。作中、ミキサー大帝を投げたのはテコの原理の利用であったとされる。
魔方陣ライニング・シグナル（まほうじんライニング・シグナル）
魔方陣リングのコントローラーの十字キー以外のボタンをロビンマスクとラーメンマンに同時に押させた後、ミートが逆立ち状態で十字キーを押すことで、魔方陣リング内のマスの色を白と黒に色分けした裏技。原作ではミートが思いついたものだが、アニメ版ではジェロニモが思いついたことになっている。
超能力（ちょうのうりょく）
念力で物体を自在に動かす。アポロ・ザ・ジャイアントとのボクシング試合の際に、ダブルノックダウンに陥ったキン肉マンをこの力で立たせ、勝利に導いた。
必殺電気アンマ（ひっさつでんきアンマ）
「ミートくんに必殺技はないのですか」という質問に対し、ゆでたまごが答えた技。ミートに弱いキン肉マンにしか通用しない。
天龍チョップ（てんりゅうチョップ）
天龍源一郎に変身しての逆水平チョップ。それ以外にも、天龍の得意技を万太郎への突っ込みとして繰り出している。
キン肉カッター（きんにくカッター）
脱着式のトサカを相手にめがけて投げつける。

## プロフィール
- 分類 - 正義超人
- 出身地 - キン肉星（日本在住）[4]
- 身長体重 - 100cm 25kg[8]
- 血液型 - B型[17]
- 超人強度 - 50万パワー[18]
- 年齢 - 12歳[18]
- 家族 - 父 ミンチ、母、姉 ミディアム（アレキサンドリア）・レアー、姉 カルビ（アレキサンドリア）・レバー、義兄 サラミ
- 好物 - ミンチボール[1]、ポテロング[8]
- 生年月日 - 地球時間の1970年1月1日
- 趣味 - 読書、映画鑑賞[1]
- 特技 - 料理全般（特にカルビ丼）[8]
- 備考 - 弱点は眼鏡[19]。こめかみの辺りを押すと、額の文字が光りライトになる。

### 異名
- リング下の名参謀[20]
- 正義超人界一の頭脳[21]
- 最強の頭脳超人[21]
- ちっちゃな名参謀[21]

### 主な肩書き
- 第20回超人オリンピックマスコットキャラクター
- キン肉スグル・キン肉万太郎のお目付け役兼セコンド
- キン肉マンチーム・大将→次鋒（1回戦）→先鋒（準決勝、ウォーズマンに変更）→中堅（決勝、途中棄権）

## 声優
松島みのり
- テレビアニメ『キン肉マン』
- テレビアニメ『キン肉マン キン肉星王位争奪編』
- パチスロ機『パチスロキン肉マン』
- パチスロキン肉マン〜キン肉星王位争奪編〜

吉田小南美
- テレビアニメ『キン肉マンII世』
- テレビゲーム

上坂すみれ
- テレビアニメ『キン肉マン 完璧超人始祖編』

## テーマソング
ミートボールのミートくん
歌・セリフ - 松島みのり / 作詞 - 山崎晴哉 / 作曲・編曲 - 風戸慎介
ミートにおまかせ
歌・セリフ - 吉田小南美 / 作詞 - 里乃塚玲央 / 作曲・編曲 - 渡部チェル

## 家系図
|        |        |        |        |        |        |  |  |                    |                    | ミンチ             | ミンチ             | ミンチ             | ミンチ             | ミンチ | ミンチ |                |                |                |                |                |                | 不明 | 不明 | 不明   | 不明   | 不明   | 不明   |        |        |  |  |
|        |        |        |        |        |        |  |  |                    |                    | ミンチ             | ミンチ             | ミンチ             | ミンチ             | ミンチ | ミンチ |                |                |                |                |                |                | 不明 | 不明 | 不明   | 不明   | 不明   | 不明   |        |        |  |  |
|        |        |        |        |        |        |  |  |                    |                    |                    |                    |                    |                    |        |        |                |                |                |                |                |                |      |      |        |        |        |        |        |        |  |  |
|        |        |        |        |        |        |  |  |                    |                    |                    |                    |                    |                    |        |        |                |                |                |                |                |                |      |      |        |        |        |        |        |        |  |  |
| サラミ | サラミ | サラミ | サラミ | サラミ | サラミ |  |  | ミディアム・レアー | ミディアム・レアー | ミディアム・レアー | ミディアム・レアー | ミディアム・レアー | ミディアム・レアー |        |        | カルビ・レバー | カルビ・レバー | カルビ・レバー | カルビ・レバー | カルビ・レバー | カルビ・レバー |      |      | ミート | ミート | ミート | ミート | ミート | ミート |  |  |
| サラミ | サラミ | サラミ | サラミ | サラミ | サラミ |  |  | ミディアム・レアー | ミディアム・レアー | ミディアム・レアー | ミディアム・レアー | ミディアム・レアー | ミディアム・レアー |        |        | カルビ・レバー | カルビ・レバー | カルビ・レバー | カルビ・レバー | カルビ・レバー | カルビ・レバー |      |      | ミート | ミート | ミート | ミート | ミート | ミート |  |  |